# Среща край Малта
Срещата край Малта е среща на най-високо равнище между ръководителите на Съединените щати и Съветския съюз Джордж Х. У. Буш и Михаил Горбачов, проведена на 2 – 3 декември 1989 година край пристанището на Марсашлок в Малта. Срещата се провежда във времето на срива на комунистическите режими в Източна Европа и макар да не завършва с подписването на конкретни документи, според много наблюдатели отбелязва края на Студената война.
Въпреки скептицизма на много експерти в американското правителство към провеждане на среща с Горбачов, френският президент Франсоа Митеран и британската министър-председателка Маргарет Тачър заедно с други европейски лидери и водещи членове на Конгреса убеждават президента Буш в необходимостта от такава среща.

## Участниците в срещата
Съветска делегация:
- Сергей Ахромеев, маршал на Съветския съюз и военен съветник на Горбачов;
- Александър Безсмертних, заместник-министър на външните работи на СССР;
- Анатолий Добринин, бивш съветски посланик в САЩ (1962 – 1986);
- Едуард Шеварднадзе, министър на външните работи на СССР;
- Александър Яковлев, водещ идеолог на комунистическата партия и председател на комисията по международна политика на ЦК на КПСС;
- Анатолий Черняев, помощник-генерален секретар на Горбачов по международните въпроси.

Американска делегация:
- Джеймс Бейкър, държавен секретар на САЩ;
- Робърт Блекуил, специален помощник на президента на САЩ по въпросите за национална сигурност и старши директор за Европа и СССР в съвета за национална сигурност на САЩ;
- Джак Матлок, посланик на САЩ в СССР;
- Кондолиза Райс, бъдещ директор на отдел за СССР и Европа в съвета за национална сигурност на САЩ;
- Брент Скаукрофт, съветник по националната сигурност на президента на САЩ;
- Раймонд Сайц, заместник-помощник държавен секретар на САЩ за Канада и Европа;
- Джон Сунуну, ръководител на администрацията на Белия дом;
- Маргарет Татвайлер, заместник-помощник държавен секретар отговарящ за връзките с обществеността и официален представител на Държавния департамент на САЩ;
- Пол Улфовиц, заместник-министър на отбраната по въпросите на външната политика;
- Робърт Зелик, съветник в Държавния департамент на САЩ.